# Joseph Seipelt
Pour les articles homonymes, voir Seipelt.
Joseph Seipelt  (né le 5 novembre 1787 à Rajka, en allemand Ragendorf, dans le comitat de Moson en Hongrie; † 21 février 1847 à Vienne) est une basse, compositeur et chef de chœur autrichien.

## Biographie
Son père instituteur lui a donné les premières leçons de musique mais est décédé alors que Joseph n'avait que neuf ans. Un prêtre local l'a amené à l'école latine. Il a été ensuite recueilli par son oncle, qui était alors provincial des Frères de la Charité à Bratislava, Matthew Riediger, et il a vécu dans le monastère en suivant l'enseignement secondaire. Il est allé ensuite travailler pendant trois ans à Trieste dans une maison de commerce, avant d'aller à Vienne. Seipelt a d'abord chanté dans la chorale du Theater an der Wien. Plus tard il a pris des leçons gratuites d'Antonio Salieri, puis fait ses débuts avec beaucoup de succès comme basse à Lviv (Lemberg) où il a chanté Sarastro dans La Flûte enchantée. Il s'est ensuivi des engagements à Sibiu (Hermannstadt), Timișoara (Temeswar) et de 1809 à 1812 à Linz. Après avoir travaillé dans différents opéras en Hongrie et en Galicie, y compris le Deutsche Oper de Budapest, il est retourné au Theater an der Wien, où il a chanté tous les grands rôles de son répertoire, et où après sa retraite de la scène, il travaillait encore comme chef de chœur.  
Le 7 mai 1824, il a chanté la partie de basse dans la première exécution mémorable de la Symphonie nº 9 de  Ludwig van Beethoven. 
Il est aussi le créateur le 25 octobre 1823, du rôle du roi Louis VI dans l'Euryanthe de Carl Maria von Weber.
Il a composé des quatuors vocaux principalement pour voix d'hommes.
Le 23 avril 1829, il a été fait citoyen d'honneur de la ville de Vienne.

## Famille
Sa fille Joséphine (1816-1841) était une célèbre pianiste, élève de Franz Jakob Frey Staedtler. Sa fille Amalie était chanteuse au Theater am Kärntnertor.